# 蒼雪乃
蒼 雪乃（あおい ゆきの、1996年〈平成8年〉1月7日 - ）は、日本のモデル 、レースクイーン、チアダンサー。愛称は「ゆきのん」。神奈川県横浜市出身。2023年4月よりフリーランスで活動。2018年から2021年までは「白川実以菜」名義を使用していた。

## 略歴
学生時代からポートレートモデルを始める。
2020年、Kawasaki kazeギャルとしてレースクイーンデビュー。
2021年は スーパー耐久に参戦するHELM MOTORSPORTSのレースクイーンとして活動した。
2022年はSUPER GT GT300クラスにエントリ―するNILZZ Racing 植毛ケーズフロンティアの応援レースクイーンユニット「Frontier Cuties」に加入。
同年7月24日、『日本レースクイーン大賞2022』新人部門において「実行委員会特別賞」を受賞した。
また並行して2022シーズンBCリーグでのチアダンサーとしても活動していた。
2023年には前年に引き続き「Frontier Cuties」での活動を継続するほか、FORMULA DRIFT JAPANに参戦するCUSCO RACINGのイメージガール『高崎くす子ちゃん』への起用が決定。
さらにスーパー耐久ST-5クラスLOVE DRIVE RACINGのレースクイーンを務めることが発表され、3つのカテゴリーでチームを盛り上げることとなった。
2023年3月31日、自身のTwitterにて、それまで所属していたイリアモデルエージェンシーを退所し、フリーで活動することを報告した。

## 人物
- 趣味はゲーム、キャンプ、キャラクターグッズ収集、競輪など[1]。
- 特技はダンス、料理、茶道。
- 好きなものは温泉、銭湯、運転、絵画鑑賞など。銭湯検定4級を取得している。
- 配信では稀にイラストを披露しており、独特の画風から一部ファンより画伯と評されることもある。
- 2022年12月より公式ファンクラブが発足[10]。

## 活動

### レースクイーン
| 年     | カテゴリー          | チーム名                                                  | 他メンバー                                                                   |
| ------ | ------------------- | --------------------------------------------------------- | ---------------------------------------------------------------------------- |
| 2020年 | 二輪                | Kawasaki kazeギャル                                       | 嶋田礼央、須山梨菜                                                           |
| 2021年 | スーパー耐久        | HELM sisters（HELM MOTORSPORTS）(#2)                      | 鈴乃八雲                                                                     |
| 2022年 | SUPER GT            | GT300 NILZZ Racing 「Frontier Cuties」                    | 清水にな、中本梨夏子、松田彩花、悠                                           |
| 2023年 | SUPER GT            | GT300 NILZZ Racing 「Frontier Cuties」                    | 羽生七乃香、吉原詩織                                                         |
| 2023年 | スーパー耐久        | Love drive racing                                         | 君島みすず、藤本南                                                           |
| 2023年 | FORMULA DRIFT JAPAN | CUSCO RACING「高崎くす子ちゃん」                          | 赤城ありさ、井上みづな                                                       |
| 2024年 | スーパー耐久        | 村上モータースMAZDAロードスター「クイーンズエンジェルス」 | 神崎りな、相沢明日加、鬼塚すずの、池上エリナ、奥田いつき、高梨ゆう、成瀬亜美 |
| 2024年 | WRC                 | WELLPINE MOTORSPORT「向島ねんく」                         | 有栖未桜                                                                     |

## 出演

### テレビ
- 世界一受けたい授業
- 知りたガールと学ボーイ

### 番組出演
- 西武園競輪　公式放送　2020/1/28[11]
- 松山競輪　ニコ生 2020/3/11[12]
- 松山競輪　ニコ生/YOUTUBE(アーカイブ) 2021/3/11[13]
- 松山競輪　ニコ生/YOUTUBE(アーカイブ) 2021/3/12[14]
- フレッシュチャンネル（2022年8月22日放送回） 渋谷クロスFM[15]

### テレビCM
- テレビ朝日　ゴーちゃんLab.【大正製薬編】[16]
- テレビ朝日　全力坂【アサヒビール編】

### ウェブCM
- 日立ビルシステム　webCM
- ザバス(SAVAS) webCM
- 日本情報産業
- シチズンwicca webCM
- GU webCM
- Ajusteメイクアップホールドミスト　webCM
- クリスマスガーデン（ヒビヤガール) デジタルサイネージ[17]

### キャンペーン
- ボートレース「G1徳山クラウン争奪戦」(2024年9月24日-29日)PR[18]

### 雑誌
- モーターファン別冊ニューモデル速報No.640『スペーシア ギアのすべて』(2024年11月13日)[19]
- モーターファン別冊ニューモデル速報No.642『スズキ フロンクスのすべて』(2024年10月19日)[20]
- モーターファン別冊ニューモデル速報　歴代シリーズ No.1 『歴代ジムニー＆ジムニーシエラのすべて』 (2024年11月5日)[21]

### スチール撮影モデル
- JR 伊豆旅
- 川崎セントラルホテル[22]
- 浦安ブライトンホテル東京ベイ
- 昭和西川　ECサイト/Amazon
- ザ・パークハウス所沢プレイス
- コンパクトハウス
- ホテル椿山荘東京
- EPARKサロンモデル（菊川）[23]
- EPARKサロンモデル（川越）[24]
- お茶の水インHPモデル[25]

### ブロマイド
- 美女Walker in Tokyo(2023年6月2日-)[26]

### ネット配信
- 美女Walker in Tokyo[27]
- 美女Skip(Short動画)[28]

### その他イベント出演
- シュートボクシング　ラウンドガール
- JAPAN GOLF FAIR 2023　ブースモデル
- ニコニコ超会議2023「『超競輪-第77回日本選手権競輪in平塚-』[29]ブースモデル」
- 東京ゲームショウ2023「『セガ／アトラス』ブースモデル」(2023年9月21日-24日)
- 東京オートサロン2024「『AUTOWAY』ブースモデル」[30](2024年1月12日-14日)

## 作品

### イメージビデオ
- いやしの島（2025年6月20日、竹書房）[31][32]

### デジタル写真集
- RQ-LABOデジタル写真集　私服1＋ビキニ水着（2023年4月28日）[33]
- RQ-LABOデジタル写真集　OL制服1（2023年5月3日）[34]
- RQ-LABOデジタル写真集　OL制服2（2023年5月17日）[35]
- RQ-LABOデジタル写真集　私服2＋ビキニ水着（2023年5月29日）[36]
- RQ-LABOデジタル写真集　OL制服3＋ビキニ水着（2023年6月14日）[37]
- RQ-LABOデジタル写真集　私服3＋ビキニ水着（2023年7月3日）[38]
- デジタル写真集『ゆきの素肌』　(2024年11月13日)　Kindle版